# Smučarska zveza Slovenije
Smučarska zveza Slovenije (s kratico SZS) je nacionalna športna panožna zveza in članica Olimpijskega komiteja Slovenije. Pokriva vse smučarske tekmovalne športe, alpsko smučanje, biatlon, deskanje na snegu, nordijsko kombinacijo, smučanje prostega sloga, smučarske skoke, smučarski tek in telemark. Leta 1948 je bila ustanovljena v Ljubljani, prvi predsednik je bil Danilo Dougan. Po osamosvojitvi Slovenije je bila 10. novembra 1991 sprejeta v Mednarodno smučarsko zvezo. Od oktobra 2013 je predsednik Enzo Smrekar, od marca 2020 pa direktor  Uroš Zupan.

## Seznam predsednikov
| #  | Ime               | Obdobje    |
| -- | ----------------- | ---------- |
| 1. | Danilo Dougan     | 1948−1963  |
| 2. | Niko Belopavlovič | 1963−1974  |
| 3. | Janez Kocijančič  | 1974−1984  |
| 4. | Janez Zajc        | 1984−1992  |
| 5. | Stane Valant      | 1992−2010  |
| 6. | Tomaž Lovše       | 2010−2012  |
| 7. | Primož Ulaga      | 2012−2013  |
| 8. | Enzo Smrekar      | 2013−danes |

## Seznam direktorjev
| #  | Ime                 | Obdobje    |
| -- | ------------------- | ---------- |
| 1. | Jaro Kalan          | 1999−2010  |
| 2. | Barbara Kürner Čad  | 2011−2013  |
| 4. | Jožko Križan        | 2015−2017  |
| 5. | Jurij Žurej         | 2013−2015  |
| 6. | Jožko Križan        | 2015−2017  |
| 7. | Franci Petek        | 2017−2020  |
| 8. | Uroš Zupan (smučar) | 2020-danes |